# İpek Öz
İpek Öz (Adalia, 8 luglio 1999) è una tennista turca.

## Biografia
İpek Öz ha vinto 5 titoli nel singolare e 9 titoli nel doppio nel circuito ITF nella sua carriera.
Ha vinto il suo primo torneo ITF in carriera in singolare a Manavgat, in Turchia nel 2017, sconfiggendo la romena Ilona Georgiana Ghioroaie in finale.
Ha fatto il suo debutto nel circuito maggiore all'Istanbul Cup 2018, ottenendo una wildcard sia per il singolare, sia per il doppio in coppia con la connazionale Melis Sezer.
Ha preso parte ai Tennis ai XVIII Giochi del Mediterraneo tenutosi a Tarragona, conquistando la medaglia d'oro nel doppia per il suo paese, insieme a Başak Eraydın.
Il 18 luglio 2022, ha raggiunto il best ranking mondiale nel singolare alla 163ª posizione, mentre il 27 giugno 2022 ha conseguito il suo best ranking mondiale nel doppio alla 327ª posizione.

## Statistiche ITF

### Singolare

#### Vittorie (5)
| Torneo $100.000 (0) |
| Torneo $80.000 (0)  |
| Torneo $60.000 (0)  |
| Torneo $40.000 (1)  |
| Torneo $25.000 (1)  |
| Torneo $15.000 (3)  |

| N. | Data             | Torneo                          | Superficie  | Avversaria in finale      | Punteggio  |
| 1. | 15 ottobre 2017  | Tennis Organisation Cup, Adalia | Terra rossa | Ilona Georgiana Ghioroaie | 6-3, 6-2   |
|    | 20 gennaio 2019  | GD Tennis Cup, Adalia           | Terra rossa | Jibek Kulambaeva          | 0-2, canc. |
| 2. | 17 novembre 2019 | GD Tennis Cup Series, Adalia    | Terra rossa | Johana Marková            | 6-1, 6-3   |
| 3. | 6 dicembre 2020  | Tennis Organisation, Adalia     | Terra rossa | Andreea Roșca             | 6-1, 6-1   |
| 4. | 8 maggio 2022    | Bastad Women's Tour, Båstad     | Terra rossa | Irina Chromačëva          | 6-3, 6-1   |
| 5. | 25 giugno 2023   | Ystad Women's, Ystad            | Terra rossa | Astra Sharma              | 6-1, 6-3   |

#### Sconfitte (11)
| Torneo $100.000 (0) |
| Torneo $80.000 (0)  |
| Torneo $60.000 (4)  |
| Torneo $40.000 (0)  |
| Torneo $25.000 (5)  |
| Torneo $15.000 (2)  |

| N.  | Data             | Torneo                                                               | Superficie  | Avversaria in finale      | Punteggio     |
| 1.  | 18 agosto 2019   | Broekhuis Peugeot World Tennis Tour Oldenzaal, Oldenzaal             | Terra rossa | Cindy Burger              | 6–2, 1–6, 1–6 |
| 2.  | 16 gennaio 2021  | Artengo Open Series, Adalia                                          | Terra rossa | Berfu Cengiz              | 6–3, 2–6, 4–6 |
| 3.  | 4 luglio 2021    | Wroclaw World Cup, Breslavia                                         | Terra rossa | Chloé Paquet              | 6-4, 3-6, 3-6 |
| 4.  | 5 settembre 2021 | TCCB Open, Collonge-Bellerive                                        | Terra rossa | Beatriz Haddad Maia       | 7-5, 1-6, 4-6 |
| 5.  | 3 ottobre 2021   | Lisboa Belém Open, Lisbona                                           | Terra rossa | Irene Burillo Escorihuela | 4-6, 0-6      |
| 6.  | 30 gennaio 2022  | World Tennis Tour Movistar LG, Manacor                               | Cemento     | Yvonne Cavallé Reimers    | 2-6, 2-6      |
| 7.  | 5 giugno 2022    | Brașov Open, Brașov                                                  | Terra rossa | Jaimee Fourlis            | 6(0)-7, 2-6   |
| 8.  | 22 ottobre 2022  | Internacionales de Andalucia Femeninos de Tenis Copa Nadia, Siviglia | Terra rossa | Raluca Șerban             | 3-6, 0-6      |
| 9.  | 14 maggio 2023   | Bastad Women's Tour, Båstad                                          | Terra rossa | María Carlé               | 4-6, 3-6      |
| 10. | 18 giugno 2023   | Engie Open Biarritz, Biarritz                                        | Terra rossa | Fiona Ferro               | 5-7, 3-6      |
| 11. | 6 aprile 2024    | Split Open, Spalato                                                  | Terra rossa | Jana Fett                 | 0-6, 4-6      |

### Doppio

#### Vittorie (9)
| Torneo $100.000 (0) |
| Torneo $80.000 (0)  |
| Torneo $60.000 (0)  |
| Torneo $40.000 (0)  |
| Torneo $25.000 (1)  |
| Torneo $15.000 (8)  |

| N. | Data             | Torneo                                                               | Superficie  | Partner            | Rivali in finale                        | Risultato         |
| 1. | 12 agosto 2017   | Kosa Wos Cup, Istanbul                                               | Cemento     | Berfu Cengiz       | Vasilisa Aponasenko Tea Faber           | 6-4, 6-1          |
| 2. | 7 ottobre 2017   | Tennis Organisation Cup, Adalia                                      | Terra rossa | Albina Khabibulina | Réka Luca Jani Sofija Kovalec'          | 7-5, 1-6, [11-9]  |
| 3. | 11 novembre 2017 | Tennis Organisation Cup, Adalia                                      | Terra rossa | Melis Sezer        | Polina Bachmutkina Magdaléna Pantůčková | 3–6, 7–5, [14–12] |
| 4. | 8 giugno 2018    | BelGlobalGarant Cup, Minsk                                           | Terra rossa | Melis Sezer        | Hanna Kubarava Anna Sisková             | 6-1, 0-6, [10-8]  |
| 5. | 15 giugno 2018   | Marat Zverev Memorial Cup, Minsk                                     | Terra rossa | Melis Sezer        | Margaux Bovy Angelina Žuravleva         | 6–2, 4–6, [10–5]  |
| 6. | 29 giugno 2019   | ETC Budapest Open, Budapest                                          | Terra rossa | Melis Sezer        | Kristýna Hrabalová Laura Svatíková      | 6–3, 4–6, [15–13] |
| 7. | 6 luglio 2019    | Prokuplje Open, Prokuplje                                            | Terra rossa | Melis Sezer        | Nefisa Berberović Veronika Erjavec      | 7-5, 7-5          |
| 8. | 8 gennaio 2021   | Artengo Open Series, Adalia                                          | Terra rossa | Cemre Anıl         | Federica Arcidiacono Aurora Zantedeschi | 6–2, 3–6, [10–6]  |
| 9. | 21 ottobre 2022  | Internacionales de Andalucia Femeninos de Tenis Copa Nadia, Siviglia | Terra rossa | Nika Radišić       | Maryna Kolb Nadiia Kolb                 | 7–5, 7–6(3)       |

#### Sconfitte (14)
| Torneo $100.000 (0) |
| Torneo $80.000 (0)  |
| Torneo $60.000 (0)  |
| Torneo $40.000 (1)  |
| Torneo $25.000 (4)  |
| Torneo $15.000 (9)  |

| N.  | Data              | Torneo                          | Superficie  | Partner               | Rivali in finale                     | Risultato           |
| 1.  | 30 giugno 2017    | Kosa Wos Cup, Istanbul          | Terra rossa | Ena Kajević           | Sanaz Marand Melis Sezer             | 2-6, 6(1)-7         |
| 2.  | 7 luglio 2017     | Kosa Wos Cup, Istanbul          | Terra rossa | Petia Aršinkova       | Mariam Bolkvadze Ekaterine Gorgodze  | 1-6, 3-6            |
| 3.  | 28 ottobre 2017   | Republican Girls, Istanbul      | Cemento (i) | Ekaterina Jašina      | Petra Krejsová Jesika Malečková      | 4-6, 3-6            |
| 4.  | 4 novembre 2017   | Tennis Organisation Cup, Adalia | Terra rossa | Gabriela Pantůčková   | Vitalia Stamat Ekaterina Višnevskaja | 3-6, 5-7            |
| 5.  | 14 gennaio 2018   | GD Tennis Academy, Antalya      | Terra rossa | Ksenia Palkina        | Sofia Šapatava Anastasyja Vasyl'eva  | 7-5, 0-6, [11-13]   |
| 6.  | 21 gennaio 2018   | GD Tennis Academy, Antalya      | Terra rossa | Ekaterina Višnevskaja | Oana Gavrilă Andreea Amalia Roșca    | 4-6, 2-6            |
| 7.  | 28 luglio 2018    | Telavi Open, Telavi             | Terra rossa | Melis Sezer           | Nadežda Gorbačkova Julia Helbet      | 0-1, rit.           |
| 8.  | 14 settembre 2018 | Varna Open, Varna               | Terra rossa | Melis Sezer           | Gabriela Talabă Aymet Uzcátegui      | 6-3, 5-7, [5-10]    |
| 9.  | 3 novembre 2018   | GD Tennis Cup, Adalia           | Terra rossa | Melis Sezer           | Ioana Gașpar Gabriela Nicole Tatarus | 7–6(3), 5–7, [4–10] |
| 10. | 17 novembre 2019  | GD Tennis Cup Series, Adalia    | Terra rossa | Viktoryja Petrenko    | Johana Marková Nika Radišić          | 4-6, 5-7            |
| 11. | 7 marzo 2020      | MTA Open, Adalia                | Terra rossa | Melis Sezer           | Réka Luca Jani Mayar Sherif          | 7-6(8), 1-6, [3-10] |
| 12. | 3 aprile 2021     | Al Habtoor Women's Open, Dubai  | Cemento     | Berfu Cengiz          | Emina Bektas Tara Moore              | 5-7, 6-4, [7-10]    |
| 13. | 3 luglio 2021     | Wroclaw World Cup, Breslavia    | Terra rossa | Nuria Brancaccio      | Anna Hertel Martyna Kubka            | 6(2)-7, 6-3, [7-10] |
| 14. | 23 novembre 2024  | Empire Women's Indoor, Trnava   | Cemento (i) | Tara Würth            | Dominika Šalková Julie Štruplová     | 4-6, 4-6            |